# Георгі Тодоров
Георгі Тодоров (4 грудня 1952) — болгарський важкоатлет.
Срібний призер Олімпійських Ігор 1976 року в категорії до 60 кг.
Чемпіон світу 1974 (до 60 кг), 1975 до 60 кг років, срібний призер 1973 (до 56 кг), 1976 (до 60 кг), 1977 (до 56 кг), 1979 до 60 кг років.
Чемпіон Європи 1974 (до 60 кг), 1975 (до 60 кг), 1977 до 56 кг років, срібний призер 1972 (до 56 кг), 1973 (до 56 кг), 1979 до 60 кг років, бронзовий призер 1976 року в категорії до 60 кг.